# S.T.A.R.ラボ
S.T.A.R.ラボ(英: S.T.A.R. Labs)は、DCコミックスの刊行するアメリカン・コミックスに登場する架空の研究施設、または組織の名称。正式名はScientific and Technological Advanced Research Labs。

## 概要
S.T.A.R.ラボは1971年12月の"Superman"#246でエミール・ハミルトン教授の職場として紹介された。ティーン・タイタンズのコミックではサイボーグ / ビクター・ストーンの両親であるサイラス・ストーンとエレノア・ストーン、マリー・タカモト、ジャネット・クライバーンが所属している。
主にクリプトナイトをはじめとするエイリアンテクノロジーの研究や開発、一般的な医療施設では対処できない超人的な肉体を持つヒーローたちの治療などを行う。

## その他の登場メディア

### 映画
- マン・オブ・スティール (2013年)
- バットマン vs スーパーマン ジャスティスの誕生 (2016年)
- ジャスティス・リーグ (映画) (2017年)

### ドラマ
- 超音速ヒーロー ザ・フラッシュ (1990年)
- LOIS&CLARK/新スーパーマン (1993年-1997年)
- ヤング・スーパーマン (2001年-2011年)
- ARROW/アロー (2013年-現在)
- THE FLASH/フラッシュ (2014年-現在)

ハリソン・ウェルズが設立した。

### アニメ
- スーパーマン (アニメ) (1996年-2000年)
- ジャスティス・リーグ (アニメ) (2001年-2006年)
- ティーン・タイタンズ (アニメ) (2003年-2006年)
- バットマン:ブレイブ&ボールド (2008年-2011年)
- ヤング・ジャスティス (アニメ) (2010年-現在)
- DCスーパーヒーロー・ガールズ (2015年-現在)